# Hallucigenia
Hallucigenia é um gênero extinto de animais do Período Cambriano Médio descoberto a partir de fósseis articulados em depósitos do tipo Folhelho Burgess, do Canadá e da China, e de cristas vulcânicas (spines) isoladas de outras partes do mundo. Media de 0,5 a 3,5 centímetros.
Foi assim denominado pelo paleontólogo britânico Simon Conway Morris quando examinou o gênero Canadia em 1979. O Canadia havia sido descoberto pelo paleontólogo de invertebrados americano Charles Doolittle Walcott (o mesmo descobridor do gênero Pikaia).
Conway Morris nomeou a espécie Hallucigenia sparsa por causa de sua forma bizarra, parecida com uma alucinação. Um estudo publicado na revista científica Nature, em Agosto de 2014, constatou seu parentesco com vermes de florestas tropicais (Onychophora).